# Football Club Sports réunis Haguenau
Maillots
Actualités
Dernière mise à jour : 26 septembre 2024.
Le Football Club Sports réunis Haguenau est un club français de football basé à Haguenau (Bas-Rhin) et fondé en 1987 par fusion du Football Club Haguenau (fondé en 1900) et du Sports réunis Haguenau (fondé en 1920). Le club alsacien évolue depuis 2018 en National 2.

## Historique
La fusion s'opère en juin 1987 entre deux clubs en crise : le FC Haguenau et les SR Haguenau. En effet, ces derniers sont englués en Promotion d'honneur (PH)/Promotion d'Excellence, aujourd'hui Régional 2, alors qu'ils évoluaient quelques saisons plus tôt dans les compétitions nationales (D3/D4). Cependant, l'évolution sportive du nouveau club fut positive avec cinq promotions en sept saisons, faisant passer Haguenau des affres de la PH à l'élite amateur : le championnat national (D3). Phases de stabilisation et de léger déclin s'enchaînent ensuite pour les Rouges et Bleus. Après trois saisons difficiles en CFA 2, le club descend en DH Alsace en 2009.
Le club atteint par deux fois les trente-deuxièmes de finale de la Coupe de France de football en 1996 et 2005. C'est à cette occasion que la plus grosse affluence du club à domicile est réalisée avec 3 000 spectateurs le 9 janvier 2005 pour la réception du Stade Olympique Romorantinais, alors en National. En avril 2014, le club dispute un match de championnat d'Alsace à domicile contre l'équipe réserve du RC Strasbourg devant 2 400 spectateurs. À l'issue de la saison, le club finit premier de son groupe avec 79 points et accède en CFA 2.
Lors de la saison 2017-2018 le club est promu en National 2.
Lors de la saison 2018-2019 le club réussit à se maintenir.

## Palmarès
- Compétitions nationales
  - Championnat de Division 4 : vainqueur du groupe C en 1992.
  - Championnat de National 2 : vainqueur du groupe A en 1994.
  - Championnat de France amateur 2 : vainqueur du groupe B en 2000.
  - National 3 : vainqueur de la poule Grand Est en 2018.
- Compétitions régionales
  - Champion d'Alsace en 1990 et 2005.
  - Coupe d'Alsace de football : vainqueur en 1975, 1976, 1978 (SR Haguenau) 1999, 2014 et 2016.

## Bilan par saison
| Saison    | Championnat                               | Classement                                | Classement                                | Classement                                | Classement                                | Pts                                       | J                                         | G                                         | N                                         | P                                         | Bp                                        | Bc                                        | Diff                                      | Coupe de France            | Coupe d'Alsace             |
|           | Hiérarchie                                | III                                       | IV                                        | V                                         | VI                                        |                                           |                                           |                                           |                                           |                                           |                                           |                                           |                                           |                            |                            |
| --------- | ----------------------------------------- | ----------------------------------------- | ----------------------------------------- | ----------------------------------------- | ----------------------------------------- | ----------------------------------------- | ----------------------------------------- | ----------------------------------------- | ----------------------------------------- | ----------------------------------------- | ----------------------------------------- | ----------------------------------------- | ----------------------------------------- | -------------------------- | -------------------------- |
| 1987-1988 | Promotion d'excellence                    |                                           |                                           |                                           | 8                                         |                                           |                                           |                                           |                                           |                                           |                                           |                                           |                                           |                            |                            |
| 1988-1989 | Promotion d'excellence                    |                                           |                                           |                                           | 1                                         |                                           |                                           |                                           |                                           |                                           |                                           |                                           |                                           |                            |                            |
| 1989-1990 | DH Alsace                                 |                                           |                                           | 1/14                                      |                                           | 37                                        | 26                                        | 16                                        | 5                                         | 5                                         | 56                                        | 20                                        | +36                                       |                            |                            |
| 1990-1991 | Division 4, groupe C                      |                                           | 5/14                                      |                                           |                                           | 27                                        | 26                                        | 10                                        | 7                                         | 9                                         | 34                                        | 41                                        | -7                                        |                            |                            |
| 1991-1992 | Division 4, groupe C                      |                                           | 1/14                                      |                                           |                                           | 33                                        | 26                                        | 13                                        | 7                                         | 6                                         | 45                                        | 22                                        | +23                                       |                            |                            |
| 1992-1993 | Division 3, groupe Est                    | 9/16                                      |                                           |                                           |                                           | 30                                        | 30                                        | 9                                         | 12                                        | 9                                         | 36                                        | 37                                        | -1                                        |                            |                            |
|           | Réorganisation des championnats nationaux | Réorganisation des championnats nationaux | Réorganisation des championnats nationaux | Réorganisation des championnats nationaux | Réorganisation des championnats nationaux | Réorganisation des championnats nationaux | Réorganisation des championnats nationaux | Réorganisation des championnats nationaux | Réorganisation des championnats nationaux | Réorganisation des championnats nationaux | Réorganisation des championnats nationaux | Réorganisation des championnats nationaux | Réorganisation des championnats nationaux | Coupe de France            | Coupe d'Alsace             |
| 1993-1994 | National 2, groupe A                      |                                           | 1/18                                      |                                           |                                           | 46                                        | 34                                        | 20                                        | 6                                         | 8                                         | 57                                        | 37                                        | +20                                       |                            |                            |
| 1994-1995 | National 1, groupe A                      | 14/18                                     |                                           |                                           |                                           | 27                                        | 34                                        | 7                                         | 13                                        | 14                                        | 36                                        | 48                                        | -12                                       |                            |                            |
| 1995-1996 | National 1, groupe A                      | 17/18                                     |                                           |                                           |                                           | 23                                        | 32                                        | 5                                         | 8                                         | 19                                        | 24                                        | 52                                        | -28                                       | 32e de finale              |                            |
| 1996-1997 | National 2, groupe A                      |                                           | 16/18                                     |                                           |                                           | 32                                        | 34                                        | 9                                         | 5                                         | 20                                        | 33                                        | 64                                        | -31                                       |                            |                            |
| 1997-1998 | CFA 2, groupe C                           |                                           |                                           | 5/16                                      |                                           | 45                                        | 28                                        | 13                                        | 6                                         | 9                                         | 38                                        | 38                                        | 0                                         | 7e tour                    |                            |
| 1998-1999 | CFA 2, groupe B                           |                                           |                                           | 3/16                                      |                                           | 90                                        | 30                                        | 18                                        | 6                                         | 6                                         | 60                                        | 21                                        | +39                                       | 7e tour                    | Vainqueur                  |
| 1999-2000 | CFA 2, groupe B                           |                                           |                                           | 1/16                                      |                                           | 95                                        | 30                                        | 20                                        | 5                                         | 5                                         | 52                                        | 21                                        | +31                                       | 7e tour                    |                            |
| 2000-2001 | CFA, groupe A                             |                                           | 18/18                                     |                                           |                                           | 59                                        | 34                                        | 5                                         | 10                                        | 19                                        | 42                                        | 76                                        | -34                                       | 6e tour                    |                            |
| 2001-2002 | CFA 2, groupe C                           |                                           |                                           | 13/16                                     |                                           | 63                                        | 30                                        | 8                                         | 9                                         | 13                                        | 32                                        | 44                                        | -12                                       |                            |                            |
| 2002-2003 | CFA 2, groupe C                           |                                           |                                           | 9/16                                      |                                           | 72                                        | 30                                        | 11                                        | 9                                         | 10                                        | 45                                        | 42                                        | +3                                        |                            |                            |
| 2003-2004 | CFA 2, groupe C                           |                                           |                                           | 14/16                                     |                                           | 68                                        | 30                                        | 11                                        | 5                                         | 14                                        | 48                                        | 40                                        | +8                                        |                            |                            |
| 2004-2005 | DH Alsace                                 |                                           |                                           |                                           | 1/14                                      | 89                                        | 26                                        | 19                                        | 6                                         | 1                                         | 69                                        | 15                                        | 54                                        | 32e de finale              |                            |
| 2005-2006 | CFA 2, groupe B                           |                                           |                                           | 8/16                                      |                                           | 69                                        | 28                                        | 11                                        | 8                                         | 9                                         | 33                                        | 40                                        | -7                                        | 5e tour                    |                            |
| 2006-2007 | CFA 2, groupe B                           |                                           |                                           | 12/16                                     |                                           | 61                                        | 30                                        | 8                                         | 7                                         | 15                                        | 32                                        | 37                                        | -5                                        | 6e tour                    |                            |
| 2007-2008 | CFA 2, groupe B                           |                                           |                                           | 10/16                                     |                                           | 68                                        | 30                                        | 9                                         | 11                                        | 10                                        | 23                                        | 32                                        | -9                                        | 6e tour                    | 1/4 f.                     |
| 2008-2009 | CFA 2, groupe C                           |                                           |                                           | 14/16                                     |                                           | 64                                        | 30                                        | 7                                         | 13                                        | 10                                        | 27                                        | 34                                        | -7                                        | 7e tour                    |                            |
| 2009-2010 | DH Alsace                                 |                                           |                                           |                                           | 9/14                                      | 61                                        | 26                                        | 10                                        | 5                                         | 11                                        | 32                                        | 34                                        | -2                                        | 4e tour                    | 1/16 f.                    |
| 2010-2011 | DH Alsace                                 |                                           |                                           |                                           | 4/14                                      | 68                                        | 26                                        | 11                                        | 9                                         | 6                                         | 40                                        | 25                                        | 15                                        | 4e tour                    | 5e tour dép.               |
| 2011-2012 | DH Alsace                                 |                                           |                                           |                                           | 6/15                                      | 69                                        | 28                                        | 12                                        | 6                                         | 10                                        | 46                                        | 46                                        | 0                                         | 7e tour,                   |                            |
| 2012-2013 | DH Alsace                                 |                                           |                                           |                                           | 2/14                                      | 78                                        | 26                                        | 15                                        | 7                                         | 4                                         | 52                                        | 24                                        | 28                                        | 8e tour                    | 16e de finale              |
| 2013-2014 | DH Alsace                                 |                                           |                                           |                                           | 1/14                                      | 79                                        | 26                                        | 16                                        | 5                                         | 5                                         | 61                                        | 29                                        | 32                                        | 6e tour                    | Vainqueur                  |
| 2014-2015 | CFA 2, groupe E                           |                                           |                                           | 4/14                                      |                                           | 71                                        | 26                                        | 13                                        | 6                                         | 7                                         | 48                                        | 29                                        | +19                                       | ??                         | ??                         |
| 2015-2016 | CFA 2, groupe F                           |                                           |                                           | 9/14                                      |                                           | 59                                        | 26                                        | 7                                         | 12                                        | 7                                         | 34                                        | 35                                        | -1                                        | 6e tour                    | Vainqueur                  |
| 2016-2017 | CFA 2, groupe D                           |                                           |                                           | 3/14                                      |                                           | 49                                        | 26                                        | 14                                        | 7                                         | 5                                         | 49                                        | 31                                        | +18                                       | 7e tour                    | ??                         |
| 2017-2018 | National 3, groupe Grand Est              |                                           |                                           | 1/16                                      |                                           | 60                                        | 30                                        | 18                                        | 6                                         | 6                                         | 56                                        | 29                                        | +27                                       | 8e tour                    | ??                         |
| 2018-2019 | National 2, groupe D                      |                                           | 14/16                                     |                                           |                                           | 31                                        | 30                                        | 7                                         | 10                                        | 13                                        | 35                                        | 42                                        | -7                                        | 7e tour                    | ??                         |
| 2019-2020 | National 2, groupe A                      |                                           | 9/16                                      |                                           |                                           | 23                                        | 21                                        | 6                                         | 5                                         | 10                                        | 21                                        | 29                                        | -7                                        | 6e tour                    | ??                         |
| 2020-2021 | National 2, groupe B                      |                                           | 3/16                                      |                                           |                                           | 14                                        | 9                                         | 3                                         | 5                                         | 1                                         | 9                                         | 6                                         | +3                                        | 8e tour                    | ??                         |
| 2021-2022 | National 2, groupe B                      |                                           | 11/16                                     |                                           |                                           | 34                                        | 30                                        | 9                                         | 7                                         | 14                                        | 45                                        | 53                                        | -8                                        | 5e tour                    | ??                         |
| 2022-2023 | National 2, groupe B                      |                                           | 8/16                                      |                                           |                                           | 40                                        | 30                                        | 12                                        | 7                                         | 11                                        | 36                                        | 44                                        | -8                                        | 8e tour                    |                            |
| 2023-2024 | National 2, groupe D                      |                                           | 9/14                                      |                                           |                                           | 32                                        | 26                                        | 9                                         | 5                                         | 12                                        | 32                                        | 47                                        | -15                                       | 7e tour                    |                            |
| 2024-2025 | National 2, groupe C                      |                                           | ?/16                                      |                                           |                                           |                                           |                                           |                                           |                                           |                                           |                                           |                                           |                                           | 16e de finale              |                            |
| Saison    | Championnat                               | Classement                                | Classement                                | Classement                                | Classement                                | Pts                                       | J                                         | G                                         | N                                         | P                                         | Bp                                        | Bc                                        | Diff                                      | Coupe de France            | Coupe d'Alsace             |
|           | Hiérarchie                                | III                                       | IV                                        | V                                         | VI                                        | *Mise à jour le 22/01/2025                | *Mise à jour le 22/01/2025                | *Mise à jour le 22/01/2025                | *Mise à jour le 22/01/2025                | *Mise à jour le 22/01/2025                | *Mise à jour le 22/01/2025                | *Mise à jour le 22/01/2025                | *Mise à jour le 22/01/2025                | *Mise à jour le 22/01/2025 | *Mise à jour le 22/01/2025 |

| Champion/Vainqueur | Promu | Relégué | Championnat national | Championnat régional |